# Carpool Karaoke

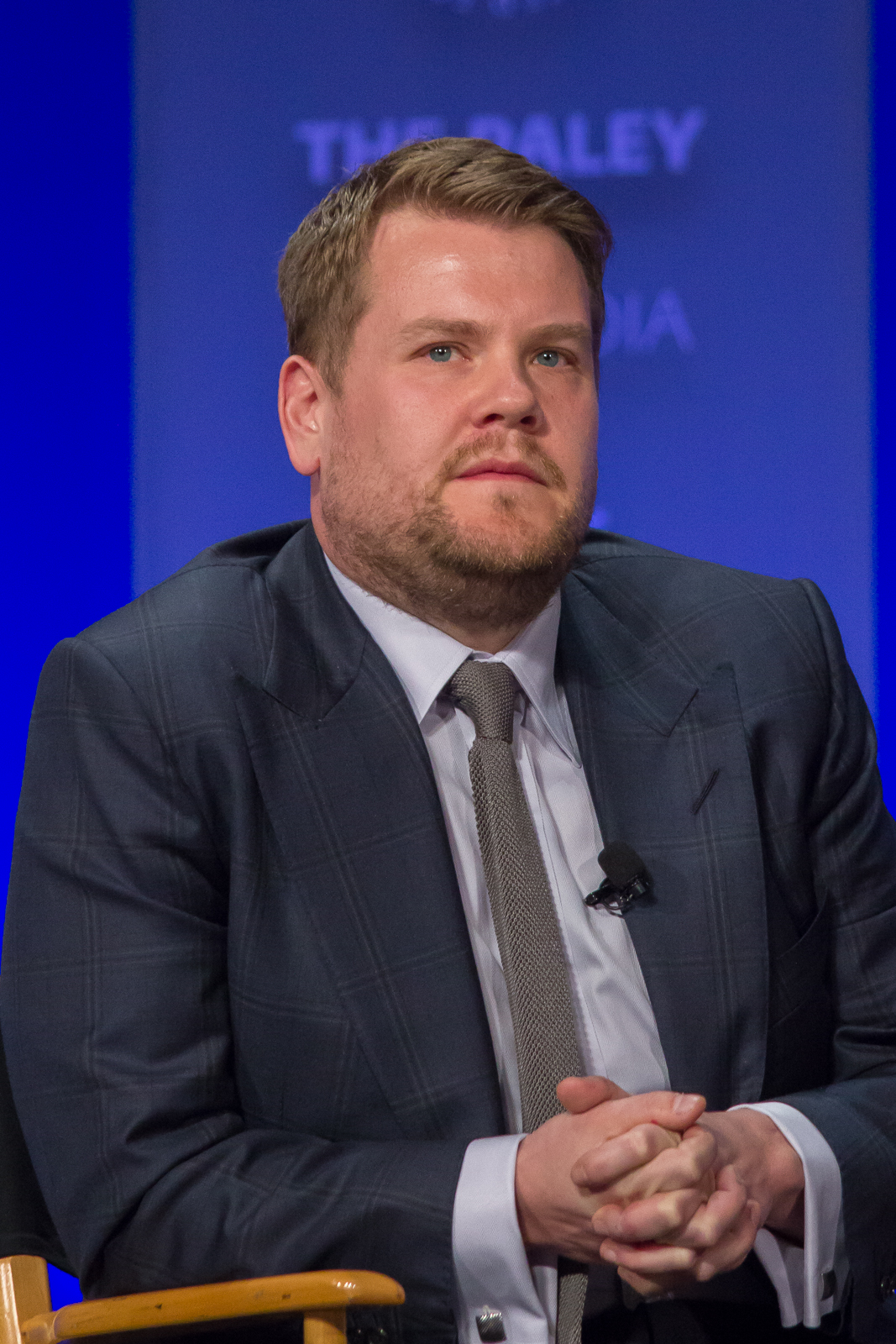
James Corden, animateur du Carpool Karaoke, en 2015.

Carpool Karaoke est une séquence, créée en 2015, de l’émission américaine The Late Late Show with James Corden diffusée sur la chaîne CBS.

## Historique et principe
La pastille, d'une durée de neuf à quinze minutes, a été créé en 2015 au sein de l'émission The Late Late Show with James Corden. Elle gagne en quelques années une grande notoriété,.
Le principe de la séquence est d'inviter des personnalités principalement du monde de la chanson dans une voiture, de discuter, et de chanter ensemble, pendant que l’animateur James Corden conduit.

## Invités
Diverses personnalités, notamment du cinéma et de la chanson, ont été invitées, telles que Bruno Mars, Lady Gaga, Adèle, Ed Sheeran, Michelle Obama ou Will Smith.

## Adaptations
L'adaptation française du Carpool Karaoke est présente dans l'émission Plan C animée par Camille Combal et diffusée sur TF1 depuis le 14 juin 2019.